# Cassida bergeali
Cassida bergeali là một loài bọ cánh cứng trong họ Chrysomelidae. Loài này được Bordy miêu tả khoa học năm 1995.